# 哈雷艦隊
哈雷艦隊（Halley Armada）是1986年哈雷彗星接近近日點前後，對該彗星進行探測的五個（部分說法稱六個）太空探測器的廣被接受和使用的名稱。該「艦隊」由一個歐洲太空總署的探測器、兩個蘇聯和法國合作的探測器，和兩個日本宇宙科學研究所的探測器組成。如果沒有其他太空探測器的資料，其中的喬托號將無法以596公里的近距離接近哈雷彗星的彗核。

## 「艦隊」組成
組成哈雷艦隊的太空探測器如下：
- 喬托號：第一個近距離拍攝彗核彩色影像的太空探測器（歐洲太空總署）。
- 維加1號：探測哈雷彗星前曾釋放氣球和登陸艇進入金星大氣層以及登陸金星表面（蘇聯/法國/國際宇宙計劃）
- 維加2號：探測哈雷彗星前曾釋放氣球和登陸艇進入金星大氣層以及登陸金星表面（蘇聯/法國/國際宇宙計劃）
- 彗星號：或稱為「行星-A」（PLANET-A），來自先鋒號的資料被用來提升彗星號探測哈雷彗星任務的能力（日本宇宙科學研究所）[3]
- 先鋒號：或稱為先驅號，是日本第一個離開地球系統的太空探測器，主要目的是測試行星際任務技術（日本宇宙科學研究所）[4]

## 其他太空探測器
其他曾經對哈雷彗星進行探測的太空探測器如下：
- 先鋒7號：1966年8月17日發射，位置在日心軌道，和太陽平均距離1.1天文單位以研究太陽磁場、太陽風和遠日點處的宇宙線。1986年3月20日該探測器在距離哈雷彗星1230萬公里處通過，並觀測了哈雷彗星由氫組成的彗尾與太陽風的交互作用[5]。

- 先驱者金星计划：位於環繞金星的軌道，這位置是哈雷彗星於1986年2月9日接近近日點時觀測它的完美位置。該探測器的紫外線光譜儀偵測到了在地球相當難以觀察的哈雷彗星水流失現象[6]。

- 國際彗星探險者號：部分資料將該探測器列為哈雷艦隊的一部分。該探測器於1982年變更為彗星探測器，並於1985年接近賈可比尼-秦諾彗星，再於1986年3月下旬從哈雷彗星和太陽之間通過並進行觀測[1][7]。

## 原定的太空探測計畫
- 聯盟T-15（英语：Soyuz T-15）的任一組員也許在第一次和平號太空站任務中於1986年3月觀測哈雷彗星，但狀況不明。

- 美國原訂在挑戰者號太空梭的STS-51-L和STS-61-E（英语：Canceled Space Shuttle missions）太空梭任務中由太空人在太空梭中觀測哈雷彗星來參與此次天文盛況。STS-61-E 原計劃以哥倫比亞號太空梭攜帶 ASTRO-1 天文觀測平台進行任務。但挑战者号航天飞机灾难後任務取消[8]。

## 外部連結
- The Halley Armada NASA（页面存档备份，存于）